# František Dvorník

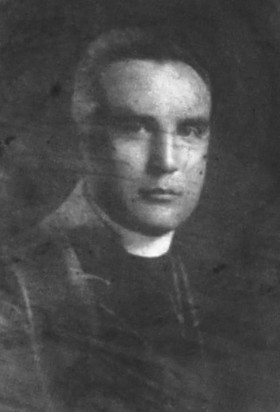
František Dvorník (um 1928)

František Dvorník (deutsch Franz Dvornik, englisch Francis Dvornik; * 14. August 1893 in Chomýž; Mähren; † 4. November 1975 ebenda) war ein tschechischer Theologe, Byzantinist und Kirchenhistoriker. Er wirkte von 1948 bis 1965 in Dumbarton Oaks als Professor für Byzantinistik der Harvard University und gilt als bedeutendster tschechischer Byzantinist.

## Leben
Dvorník entstammte einer katholischen Familie und maturierte 1912 am Erzbischöflichen Gymnasium zu Kremsier. Anschließend studierte er bis 1916 Theologie an der Universität Olmütz. Nach seiner Priesterweihe im Jahre 1916 wirkte Dvorník zunächst als Geistlicher in Bílovec und Vítkov. Zwischen 1919 und 1920 studierte er an der Prager Karls-Universität Slawistik und Archäologie. 1920 wurde er an der Theologischen Fakultät in Olmütz zum Doctor theologiae promoviert. Anschließend nahm Dvorník an der Universität von Paris ein Byzantinistikstudium auf, das er 1926 mit der Verteidigung seiner Habilitationsschrift Les Slaves, Byzance et Rome au IXe siècle mit dem Titel Docteur ès lettres abschloss. Danach habilitierte sich Dvorník zwischen 1927 und 1928 an der katholischen theologischen Fakultät der Karls-Universität im Fach Kirchengeschichte. Dvorník war Mitbegründer des Slawischen Instituts der Tschechischen Akademie der Wissenschaften und der Zeitschrift Byzantoslavica. Nach der deutschen Besetzung der „Rest-Tschechei“ emigrierte Dvorník 1939 zunächst nach Großbritannien und 1940 nach Frankreich. Dort lehrte er als Dozent am Collège de France und der Pariser École des Hautes Études. Im Jahre 1948 wurde Dvorník als Professor für Byzantinistik an das Dumbarton Oaks Center der Harvard University berufen. Zwischen 1962 und 1965 war Dvorník Beirat für Geschichte und Ökumenismus des Zweiten Vatikanischen Konzils. Im Jahre 1965 wurde er emeritiert. In den nachfolgenden Jahren reiste Dvorník regelmäßig in die Tschechoslowakei. Er erlitt 1975 während eines Besuches in seinem Geburtsort einen tödlichen Herzinfarkt und wurde in der Grabstätte seiner Familie auf dem Friedhof von Bílavsko beigesetzt.

## Ehrungen
Dvorník wurde mit Ehrendoktoraten der Universitäten London und Paris geehrt. Die Académie royale des Sciences, des Lettres et des Beaux-Arts de Belgique nahm ihn 1938 als assoziiertes Mitglied auf. 1955 wurde er in die American Academy of Arts and Sciences gewählt. Papst Paul VI. erkannte ihm den Ehrentitel Monsignore zu. 1992 wurde ihm posthum der Tomáš-Garrigue-Masaryk-Orden III. Klasse verliehen. An seinem Geburtshaus in Chomýž befindet sich eine Gedenktafel.
Den Schwerpunkt seiner wissenschaftlichen Arbeiten bildete die weltliche und geistliche Macht im Byzantinischen Reich, insbesondere zu Zeiten des Patriarchen Photios I. Seine Schriften wurden in englischer, französischer, deutscher, tschechischer und slowakischer Sprache publiziert.

## Werke (Auswahl)
- Les Slaves, Byzance et Rome au IXe siècle. Paris: Institut d'études slaves, 1926
- La Vie de Saint Grégoire le Décapolite et les Slaves macédoniens au IXe siècle. Paris: Institut d'études slaves, 1926
- Život Svatého Václava, k tisícímu výročí jeho mučednické smrti. Prag, 1929
- Les légendes de Constantin et de Méthode vues de Byzance. Praha: Slovanský ústav, 1933
- National Churches and the Church Universal. London: Dacre Press, 1944
- The Kiev State and Its Relations with Western Europe. London: Transactions of the Royal Historical Society 29, 1947
- The Photian Schism: history and Legend. Cambridge: University Press, 1948
- The Making of Central and Eastern Europe. London: Polish Research Centre, 1949
- Svatý Vojtěch, druhý pražský biskup. Chicago, 1950
- The Slavs, Their Early History and Civilisation. Boston, 1956
- The Idea of Apostolicity in Byzantium and the Legend of the Apostle Andrew. Dumbarton Oaks Studies 4, Cambridge 1958
- The General Council of the Church. London: Burns and Oates, 1961
- The Slavs in European history and Civilization. New Brunswick: Rutgers University Press, 1962. online-Version
- Byzance et la primauté romaine. Paris: Éditions du Cerf, 1964
- The Slavs between East and West. Milwaukee: Marquette University Slavic Institute Papars 19, 1964
- Early Christian and Byzantine Political Philosophy, Origins and Background. Washington: Dumbarton Oaks Studies 9, 2 diely, 1966
- Se znamením kříže. Rom: Christliche Akademie, 1967
- Svatý Václav, dědic České země. Rom: Christliche Akademie, 1968
- Byzantine Missions among the Slavs. New Brunswick: Rutgers University Press, 1970
- Photian and Byzantine Ecclesiastical Studies. London, 1974
- Origins of Intelligence Services: the Ancient Near East, Persia, Greece, Rome, Byzantium, the Arab Muslim Empires, the Mongol Empire, China, Moscovy. New Brunswick: Rutgers University Press, 1974
- Byzantské misie u Slovanů. Praha: Vyšehrad, 1970 (englisch: Byzantine Missions among the Slavs: SS. Constantine-Cyril and Methodius. New Brunswick, N.J. : Rutgers University Press, 1970)
- Zrod střední a východní Evropy: mezi Byzancí a Římem. Praha: Prostor, 1999 (2008) ISBN 80-7260-005-2 (ISBN 978-80-7260-195-0)
- Počátky zpravodajských služeb: starověký Blízký východ, Persie, Řecko, Řím, byzantská říše, arabsko-muslimské říše, mongolská říše, Čína, Moskevské knížectví. Praha: Prostor, 2001, ISBN 80-7260-056-7
- Fotiovo schizma: historie a legenda. Olomouc: Refugium Velehrad-Roma, 2008, ISBN 978-80-86715-94-0